# Ginaton
Ginaton (hebrejsky גִּנָּתוֹן, v oficiálním přepisu do angličtiny Ginnaton) je vesnice typu mošav v Izraeli, v Centrálním distriktu, v Oblastní radě Chevel Modi'in.

## Geografie
Leží v nadmořské výšce 59 metrů v hustě osídlené a zemědělsky intenzivně využívané pobřežní nížině, nedaleko od úpatí kopcovitých oblasti v předhůří Judeje a Samařska. Západně od vesnice protéká Nachal Ajalon.
Obec se nachází 18 kilometrů od břehu Středozemního moře, cca 18 kilometrů jihovýchodně od centra Tel Avivu, cca 36 kilometrů severozápadně od historického jádra Jeruzalému a 2 kilometry severovýchodně od města Lod. Leží v silně urbanizovaném území, na jihovýchodním okraji aglomerace Tel Avivu. 5 kilometrů severozápadním směrem od mošavu se rozkládá Ben Gurionovo mezinárodní letiště. Ginaton obývají Židé, přičemž osídlení v tomto regionu je etnicky převážně židovské. Pouze ve městech Lod a Ramla ležících jihozápadně odtud je cca dvacetiprocentní menšina Arabů.
Ginaton je na dopravní síť napojen pomocí místní silnice číslo 443. Severně od mošavu probíhá dálnice číslo 1 z Tel Avivu do Jeruzalému, která se východně odtud kříží seseverojižní dálnicí číslo 6 (takzvaná Transizraelská dálnice). Související dálniční křižovatka patří k nejfrekventovanějším dopravním uzlům v zemi. Jihozápadně od mošavu probíhá rovněž nový úsek železniční trati vedoucí z aglomerace Tel Avivu do města Modi'in-Makabim-Re'ut.

## Dějiny
Ginaton byl založen v roce 1949. Jeho zakladateli byla skupina Židů z Bulharska. Někteří bulharští Židé se původně usadili i cca o 4 kilometry dál k severovýchodu, v místech kde dnes stojí mošav Bejt Arif. Jenže počátkem 50. let 20. století se tam dostali do konfliktu se skupinou židovských přistěhovalců z Jemenu a roku 1953 proto odešli a přesídlili do Ginatonu.
Jméno vesnice je inspirováno postavou Gintón z biblické Knihy Nehemjáš 10,7 Mošav vznikl poblíž opuštěné arabské vesnice Džindas, která tu stála do roku 1948. Nacházela se cca 1 kilometr severozápadně od nynějšího mošavu.

## Demografie
Podle údajů z roku 2014 tvořili naprostou většinu obyvatel v Ginaton Židé - cca 800 osob (včetně statistické kategorie "ostatní", která zahrnuje nearabské obyvatele židovského původu ale bez formální příslušnosti k židovskému náboženství, cca 900 osob).
Jde o menší obec vesnického typu s dlouhodobě rostoucí populací. K 31. prosinci 2014 zde žilo 861 lidí. Během roku 2014 populace klesla o 1,0 %.
| Rok            | 1961 | 1972 | 1983 | 1995 | 2001 | 2003 | 2004 | 2005 | 2006 | 2007 | 2008 | 2009 | 2010 | 2011 | 2012 | 2013 | 2014 |
| -------------- | ---- | ---- | ---- | ---- | ---- | ---- | ---- | ---- | ---- | ---- | ---- | ---- | ---- | ---- | ---- | ---- | ---- |
| Počet obyvatel | 294  | 260  | 366  | 434  | 557  | 606  | 648  | 688  | 737  | 751  | 762  | 739  | 801  | 860  | 870  | 870  | 861  |